# Toxoproctis cheela
Toxoproctis cheela är en fjärilsart som beskrevs av Swinhoe 1903. Toxoproctis cheela ingår i släktet Toxoproctis och familjen tofsspinnare. Inga underarter finns listade i Catalogue of Life.